# Lomo LC-A
De LOMO LC-A (Lomo Compact Automat) is een compacte analoge camera die van 1984 tot 2005 werd geproduceerd door Lomo (Russisch: ЛОМО́) in Sint-Petersburg, Rusland. Het ontwerp is gebaseerd op de Cosina CX-2.

## Geschiedenis

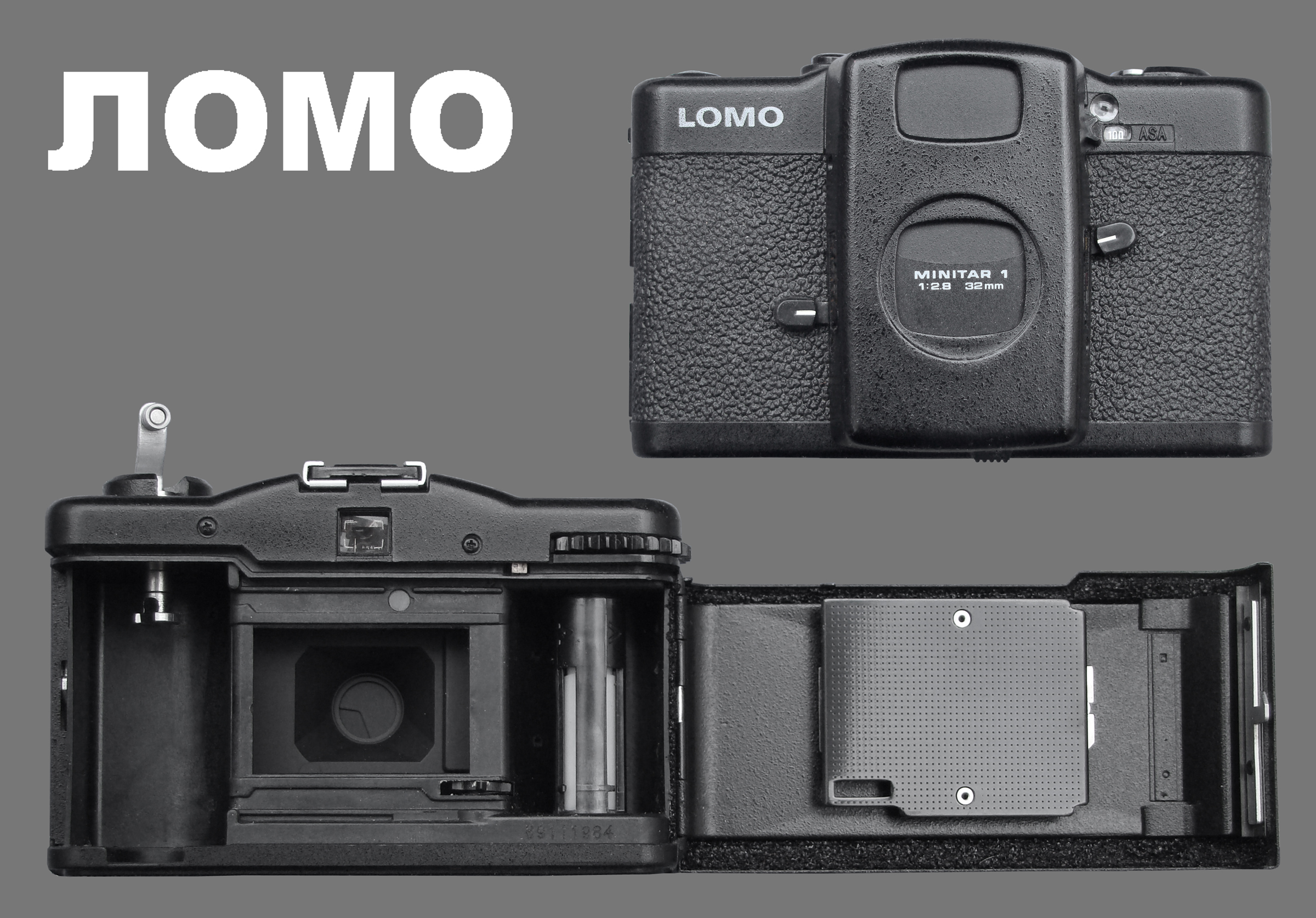
Een LC-A uit 1989

In 1991 werd de camera in Praag ontdekt door een groep Oostenrijkse studenten, die enthousiast waren over deze lichtgewicht camera (270 gram). Door zijn gebruiksgemak konden scherpe foto's op een eenvoudige manier worden gemaakt. De studenten ontketenden een nieuwe rage in de fotografie, de zogenaamde "lomografie", waardoor de vraag naar de LC-A steeg. De camera werd vanaf 1992 over de hele wereld verkocht via de door de studenten opgerichte Lomographische Gesellschaft (Engels: Lomography Society), gevestigd te Wenen.
In 2006 werd de LC-A+ geïntroduceerd als opvolger van de LC-A. Deze camera werd niet langer in Rusland maar in China geproduceerd en kon online worden besteld op de website van de Lomography Society. De camera werd tot 2011 geproduceerd, waarna hij werd opgevolgd door de LC-Wide.

## Kenmerken
De belichtingstijd is volautomatisch en varieert tussen 1/500 seconden en 2 minuten. De diafragma-keuze kent ook een automatische keuzeoptie ("A"). Alle andere handelingen moeten handmatig worden gedaan, zoals het laden van de 35mm-film en het scherpstellen. De lens kan worden gefixeerd op 0,8 m, 1,5 m, 3 m of oneindig. Op oude modellen worden deze focuszones aangeduid met iconen.

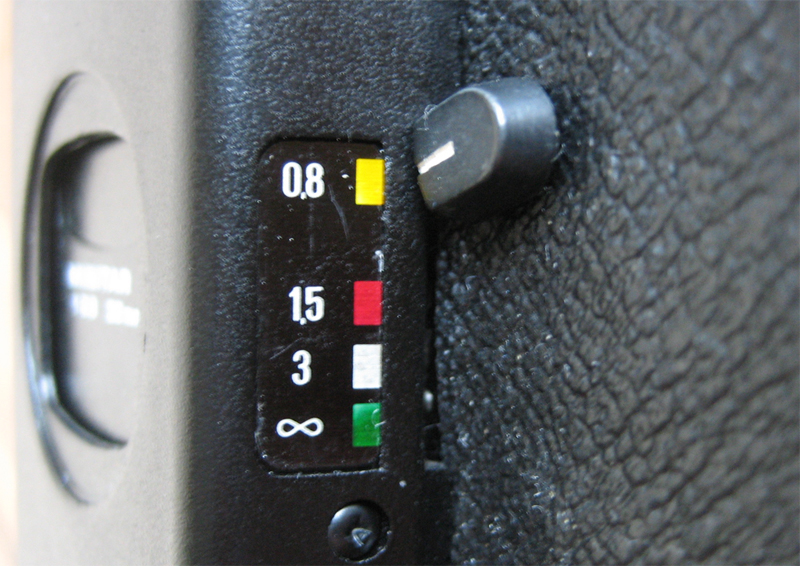
Scherpstelfunctie
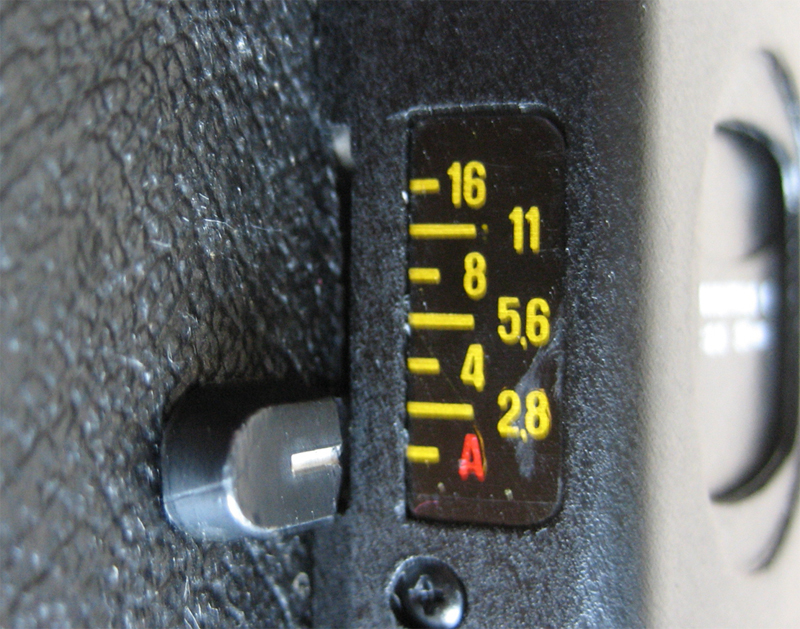
Diafragma-keuze
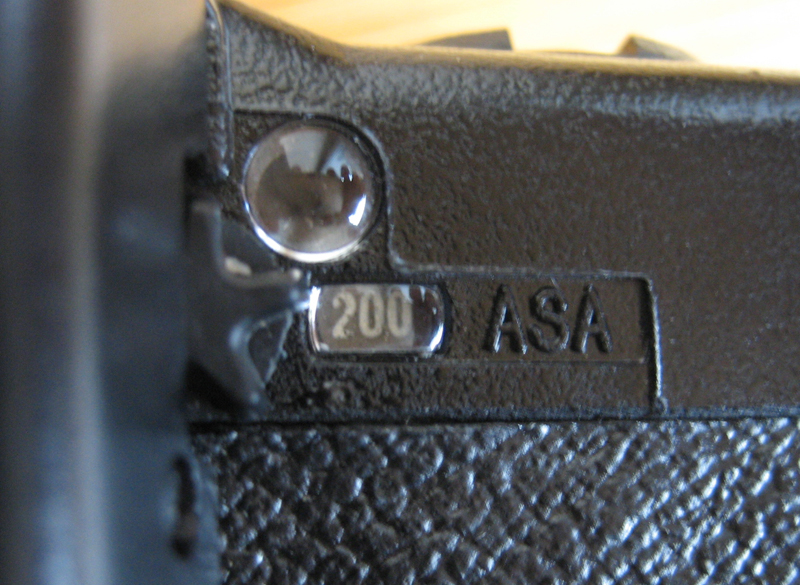
ASA-waarde
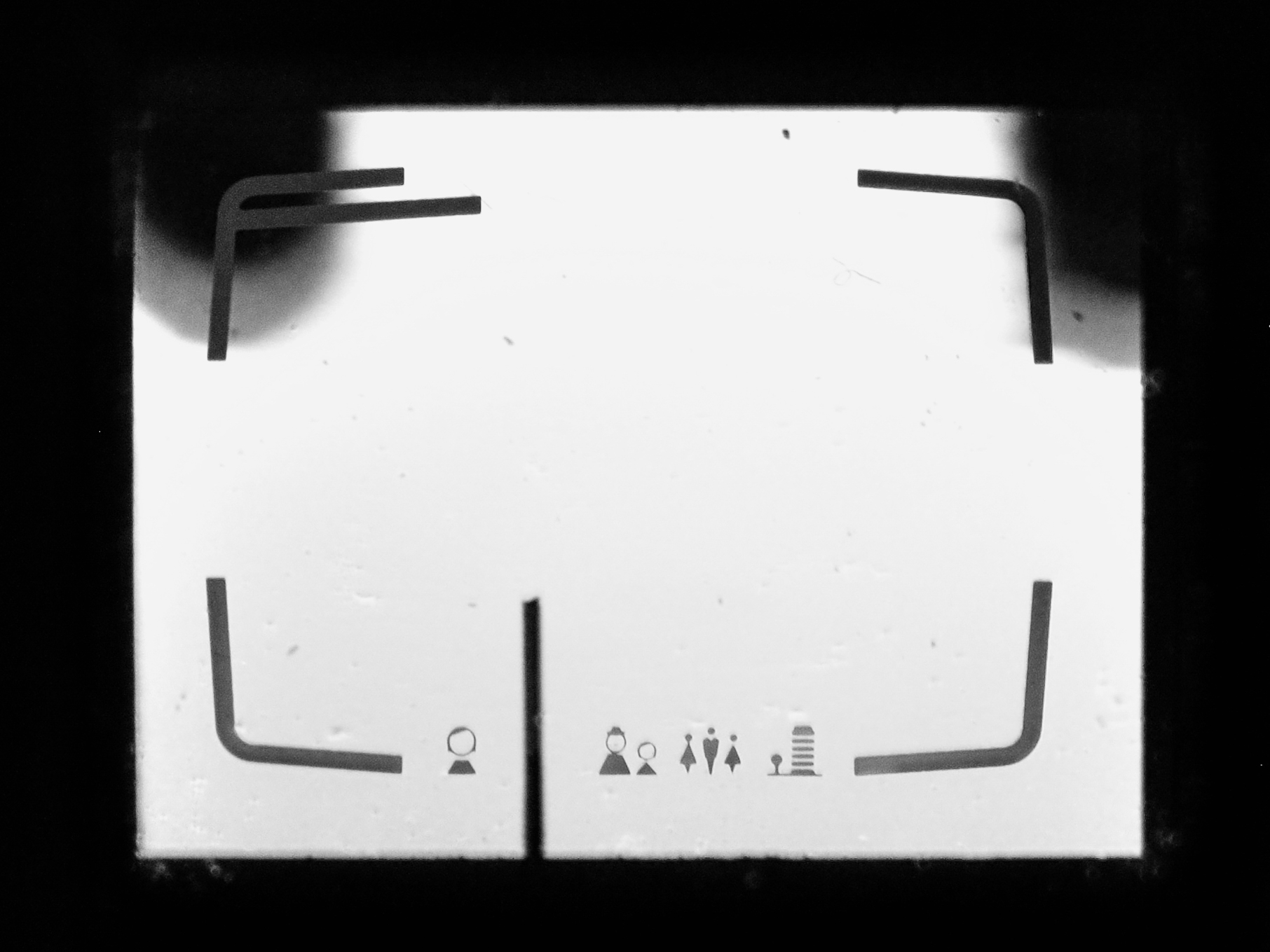
Beeldzoeker